# Meganola kolbi
Meganola kolbi is een nachtvlinder uit de familie van de visstaartjes (Nolidae). 
De wetenschappelijke naam van de soort is voor het eerst geldig gepubliceerd door Daniel in 1935.
De soort komt voor in Europa.